# ایرانشاهی
ایرانشاهی (دلفان)، روستایی از توابع بخش مرکزی شهرستان دلفان در استان لرستان ایران است.

## جمعیت
این روستا در دهستان خاوه شمالی قرار دارد و براساس سرشماری مرکز آمار ایران در سال ۱۳۸۵، جمعیت آن ۱٬۴۱۶ نفر (۳۳۷خانوار) بوده‌است. ایرانشاهی پرجمعیت ترین و مهم ترین  روستای دهستان خاوه شمالی به شمار میرود.